# Assumptionisten

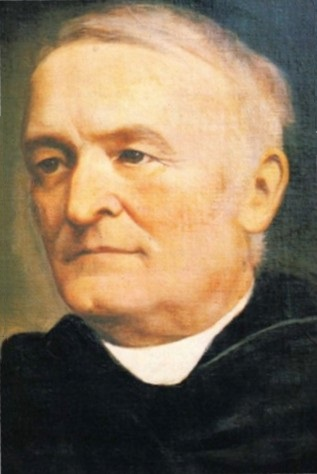
Emmanuel d'Alzon

De Paters Assumptionisten of Augustijnen van de Assumptie (Augustiniani ab Assumptione, A.A.) zijn een congregatie binnen de Katholieke Kerk die door Emmanuel d'Alzon in 1850 in Nîmes in het college O.L. Vrouw Assumptie werd gesticht. Als lijfspreuk hebben zij de woorden uit het Onze Vader: "Adveniat Regnum Tuum", in het Nederlands "Uw Rijk Kome".
Pater d'Alzon legde de nadruk op het oprichten van klein-seminaries voor jongens van arme ouders, de missie in het orthodox-christelijke oosten, de journalistiek (oprichting van La Croix in de jaren 1880), het inrichten van bedevaarten en de zorg voor arbeidersgezinnen.
De paters assumptionisten zijn onder meer werkzaam in België, Nederland, Frankrijk, Spanje, Kenia, Congo-Kinshasa, Brazilië, Colombia, Nieuw-Zeeland, Madagaskar en Roemenië. 
In België zijn de Assumptionisten sedert 15 oktober 1900 in Leuven in de Halvestraat gevestigd. Sinds 1983 is ook het provincialaat in dit klooster gevestigd. Zij bedienen ook verschillende parochies in Borsbeek en Sint-Lambrechts-Woluwe. 
In Nederland waren de assumptionisten sinds 1915 gevestigd op het Kasteel Stapelen in Boxtel. In 2018 werd het kasteel verkocht.
Huidig generaal-overste is pater Richard E. Lamoureux.